# Lecithoceridae
De Lecithoceridae zijn een familie van vlinders in de superfamilie Gelechioidea. De familie telt ongeveer 1200 soorten.

## Synoniemen
- Timyridae Clarke, 1955

## Onderfamilies
- Lecithocerinae
- Ceuthomadarinae Gozmány, 1978
- Oditinae Lvovsky, 1996
- Torodorinae Gozmány, 1978